# Guglielmina di Prussia (regina dei Paesi Bassi)
Guglielmina di Prussia, nome completo in tedesco Friederike Luise Wilhelmine Prinzessin von Preußen (Potsdam, 18 novembre 1774 – L'Aia, 12 ottobre 1837), fu la prima moglie di Guglielmo I dei Paesi Bassi e quindi la prima regina dei Paesi Bassi. Era anche soprannominata Mimi.

## Biografia

### Giovinezza
Nata a Potsdam, Guglielmina era la quarta degli otto figli di Federico Guglielmo II di Prussia e di Federica Luisa d'Assia-Darmstadt. La sua educazione venne fortemente influenzata dall'austero stile di vita del suo prozio, Federico II, e dalle idee di Voltaire, all'epoca dominanti nella corte prussiana. Imparò anche diverse lingue.
Dotata di temperamento artistico, Guglielmina amava la musica e sapeva dipingere bene, preferendo le scene bibliche ed i ritratti di famiglia. Inoltre recitò in opere allestite dalla corte; tutte attività cui si sarebbe più tardi dedicata nella corte olandese.

### Principessa olandese
Il 1º ottobre 1791, appena diciassettenne, i genitori la destinarono a sposare il principe Guglielmo d'Orange-Nassau. Gli sposi erano cugini in quanto il padre di Guglielmina e la madre di Guglielmo erano fratello e sorella. Il matrimonio era stato combinato nel quadro di un legame di alleanza tra le casate di Orange e di Hohenzollern ma, nella realtà, si trasformò in una storia d'amore che rese felice l'unione. Le nozze vennero celebrate il 1º ottobre 1791 nel Palazzo reale di Berlino e ad esse seguirono festeggiamenti durati diciassette giorni.
La giovane coppia stabilì la propria residenza nel palazzo Noordeinde, all'Aia. Qui nacque il loro primogenito Guglielmo. Nel frattempo la posizione degli Orange si faceva sempre più incerta, a causa della minaccia francese. La salute di Mimi subì un serio tracollo a causa degli eventi, al punto che nell'estate del 1794 si trasferì nel palazzo Soestdijk per consentire di rimettersi in forze. Quando, nel gennaio del 1795, l'Olanda venne invasa dalla truppe francesi, la famiglia reale andò in esilio. A causa dell'enorme stress subito in questi frangenti, a metà del 1794 la principessa subì un aborto spontaneo. Guglielmina ed il marito si trasferirono prima in Inghilterra e poi, dal 1796, a Berlino, dove si riunirono agli altri Orange. Qui nacquero Federico e Paolina. Tra il 1795 ed il 1813 Guglielmo alternò rapporti di ostilità e collaborazione con Napoleone e fu spesso lontano da casa, cosa che nocque alla salute della moglie. Guglielmina godeva infatti della compagnia del marito e dei rari periodi in cui stava a casa. Dato che nel frattempo Napoleone aveva assegnato al marito il principato di Fulda, la coppia vi si stabilì, ridotta al rango di principi tedeschi, alternanovi soggiorni invernali a Berlino, dove ebbero accesso al cosiddetto Niederländisches Palais. Tuttavia, quando Guglielmo rifiutò di aderire alla Confederazione del Reno, divenne evidente che il principato di Fulda era perduto. Guglielmina, che il 30 agosto 1806 aveva dato alla luce un bambino nato morto, venne costretta poco dopo alla fuga da Berlino per sfuggire all'avanzata delle truppe francesi. Nel corso di questo viaggio, funestato dal cattivo tempo, Paolina cadde gravemente ammalata e morì nel mese di dicembre tra le braccia della madre. Guglielmina si rifiutò di separarsi dal corpo della figlia, al punto da far temere per la sua salute mentale. I francesi avevano già occupato la Prussia, e controllavano quindi gli spostamenti tra la principessa e la sua famiglia d'origine. Guglielmina dovette quindi stabilirsi in Polonia, in difficili condizioni economiche. Infine dopo una petizione a Napoleone, la principessa ottenne il permesso di risiedere a Berlino, sotto stretta sorveglianza francese, ed impossibilitata a corrispondere con il marito. Quando Guglielmo ottenne infine il permesso di visitare la moglie, decise di portare il primogenito in Inghilterra, cosa non gradita da Guglielmina. Ella avrebbe infatti preferito tenere con sé tutti i suoi figli in Prussia, essendosi dimostrata una madre premurosa, che spesso visitava le lezioni dei suoi bambini e s'occupava di seguire la loro educazione, cosa non molto diffusa all'epoca tra le donne della sua classe. Nel maggio del 1810 ella partorì a Berlino la sua ultima figlia Marianna.
Nel marzo del 1813 Napoleone dovette ritirarsi da Berlino, ma vi tornò poco dopo. In questi frangenti Guglielmina cercò rifugio nella residenza da lei acquistata l'anno prima in Slesia, dove visse in condizioni piuttosto primitive. Poco dopo Napoleone venne sconfitto e nel 1813 si prospettò infine la possibilità per Guglielmina di rientrare nei Paesi Bassi, di cui il marito stava per essere proclamato sovrano. Tuttavia ella ritornò a L'Aia solo all'inizio del 1814.

### Regina dei Paesi Bassi
Guglielmina si dimostrò madre esemplare anche negli eventi successivi alla sconfitta subita da Napoleone a Waterloo. Avendo infatti saputo che il primogenito aveva riportato una ferita alla spalla, si recò personalmente ad assisterlo nel suo campo.
Nel 1815 il marito venne incoronato sovrano del Regno Unito dei Paesi Bassi che, a quell'epoca, includevano anche gli attuali Belgio e Lussemburgo. Conseguentemente, Guglielmina divenne la prima regina consorte dei Paesi Bassi. A differenza di sua zia, Guglielmina era una donna di carattere semplice, e come regina rimase sullo sfondo, senza giocare mai alcun ruolo politico dominante, non essendo mai consultata in tal senso dal marito. Si mantenne modesta ed amichevole, e si dedicò intensamente alle opere di carità. Non fu però una regina popolare, e venne molto criticata per l'isolamento da lei imposto alla famiglia reale, cui consentiva d'essere avvicinata solo dai cortigiani. Nelle province belghe, venne inoltre criticata per il suo abbigliamento, improntato ad uno stile tipicamente tedesco. Ella era solita alternare in estate i propri soggiorni di corte tra Bruxelles e l'Aja, mentre d'inverno risiedette nel Palazzo di Het Loo ed il castello di Laken. Inoltre Guglielmina compì quasi annualmente visite a Berlino, dove svolse compiti di rappresentanza per conto del fratello Federico Guglielmo, sovrano di Prussia. Il suo grande interesse per la pittura continuò a manifestarsi anche in questi anni. Fu così che il famoso pittore Friedrich Bury venne invitato nei Paesi Bassi per darle lezioni. La regina partecipò anche con regolarità ad alcune mostre e fu una mecenate di diversi musei ed artisti. Lei stessa fu giudicata una dilettante di talento, venendo infine nominata membro onorario dell'Accademia reale di belle arti. A partire dal 1820, la sua salute peggiorò, e dopo il 1829, in cui numerosi osservatori furono allarmati dalla sua magrezza e dal suo pallore, fu raramente vista in pubblico. Al declino fisico della regina contribuirono certamente gli eventi della rivoluzione belga ed i rapporti tesi tra il primogenito ed il marito. Nel corso degli anni trenta Guglielmina ridusse al minimo le sue apparizioni pubbliche, che non aveva del resto mai amato. Nell'aprile del 1837, durante uno spettacolo teatrale ad Amsterdam cui prese parte col consorte, il suo decadimento fisico nell'aspetto e nella postura apparve evidente ai presenti. Tra il maggio ed il giugno dello stesso anno, ella compì il suo ultimo viaggio a Berlino, dove volle a tutti i costi presenziare al battesimo del nipote Alberto. Il viaggio la sfinì e, tornata in Olanda, trascorse l'estate nel pPalazzo di Het Loo. Il 4 ottobre, molto indebolita, Guglielmina si recò con il marito all'Aja. Giunta nella città le sue condizioni s'aggravarono e dopo pochi giorni, ella si spense alla soglia dei 63 anni d'età nel Noordeinde Palace, avendo accanto a sé il marito, i due figli maschi ed il nipote Guglielmo. Guglielmina venne sepolta il 26 ottobre nella Nieuwe Kerk di Delft.

## Discendenza
Dal suo matrimonio, Guglielmina ebbe sei figli:
- Guglielmo II (1792 - 1849), re dei Paesi Bassi. Sposò la granduchessa russa Anna Pavlovna Romanova, con discendenza.
- Figlio nato morto (18 agosto 1795).
- Federico (1797 - 1881). Sposò la principessa Luisa di Prussia, con discendenza.
- Paolina (1º marzo 1800 - 22 marzo 1806). Morì infante di malattia.
- Figlio nato morto (30 agosto 1806).
- Marianna (1810 - 1883). Sposò il principe Alberto di Prussia, con discendenza.

## Ascendenza
|                                                |                              |                                             | Genitori                                           |  |  | Nonni |  |  | Bisnonni                        |  |  | Trisnonni             |  |
|                                                |                              |                                             |                                                    |  |  |       |  |  | Federico Guglielmo I di Prussia |  |  | Federico I di Prussia |  |
|                                                |                              |                                             |                                                    |  |  |       |  |  | Federico Guglielmo I di Prussia |  |  | Federico I di Prussia |  |
|                                                |                              | Sofia Carlotta di Hannover                  |                                                    |  |  |       |  |  | Federico Guglielmo I di Prussia |  |  |                       |  |
| Augusto Guglielmo di Prussia                   |                              |                                             |                                                    |  |  |       |  |  | Federico Guglielmo I di Prussia |  |  |                       |  |
|                                                |                              | Sofia Dorotea di Hannover                   | Giorgio I d'Inghilterra                            |  |  |       |  |  |                                 |  |  |                       |  |
|                                                |                              | Sofia Dorotea di Hannover                   | Giorgio I d'Inghilterra                            |  |  |       |  |  |                                 |  |  |                       |  |
|                                                |                              | Sofia Dorotea di Hannover                   | Sofia Dorotea di Celle                             |  |  |       |  |  |                                 |  |  |                       |  |
| Federico Guglielmo II di Prussia               |                              | Sofia Dorotea di Hannover                   |                                                    |  |  |       |  |  |                                 |  |  |                       |  |
|                                                |                              | Ferdinando Alberto II di Brunswick-Lüneburg | Ferdinando Alberto I di Brunswick-Lüneburg         |  |  |       |  |  |                                 |  |  |                       |  |
|                                                |                              | Ferdinando Alberto II di Brunswick-Lüneburg | Ferdinando Alberto I di Brunswick-Lüneburg         |  |  |       |  |  |                                 |  |  |                       |  |
|                                                |                              | Ferdinando Alberto II di Brunswick-Lüneburg | Cristina d'Assia-Eschewege                         |  |  |       |  |  |                                 |  |  |                       |  |
| Luisa Amalia di Brunswick-Lüneburg             |                              | Ferdinando Alberto II di Brunswick-Lüneburg |                                                    |  |  |       |  |  |                                 |  |  |                       |  |
|                                                |                              | Antonietta Amalia di Brunswick-Wolfenbüttel | Luigi Rodolfo di Brunswick-Lüneburg                |  |  |       |  |  |                                 |  |  |                       |  |
|                                                |                              | Antonietta Amalia di Brunswick-Wolfenbüttel | Luigi Rodolfo di Brunswick-Lüneburg                |  |  |       |  |  |                                 |  |  |                       |  |
|                                                |                              | Antonietta Amalia di Brunswick-Wolfenbüttel | Cristina Luisa di Oettingen-Oettingen              |  |  |       |  |  |                                 |  |  |                       |  |
| Guglielmina di Prussia                         |                              | Antonietta Amalia di Brunswick-Wolfenbüttel |                                                    |  |  |       |  |  |                                 |  |  |                       |  |
|                                                | Luigi VIII d'Assia-Darmstadt | Ernesto Luigi d'Assia-Darmstadt             |                                                    |  |  |       |  |  |                                 |  |  |                       |  |
|                                                | Luigi VIII d'Assia-Darmstadt | Ernesto Luigi d'Assia-Darmstadt             |                                                    |  |  |       |  |  |                                 |  |  |                       |  |
|                                                | Luigi VIII d'Assia-Darmstadt | Dorotea Carlotta di Brandeburgo-Ansbach     |                                                    |  |  |       |  |  |                                 |  |  |                       |  |
| Luigi IX d'Assia-Darmstadt                     | Luigi VIII d'Assia-Darmstadt |                                             |                                                    |  |  |       |  |  |                                 |  |  |                       |  |
|                                                |                              | Carlotta di Hanau-Lichtenberg               | Giovanni Reinardo III di Hanau-Lichtenberg         |  |  |       |  |  |                                 |  |  |                       |  |
|                                                |                              | Carlotta di Hanau-Lichtenberg               | Giovanni Reinardo III di Hanau-Lichtenberg         |  |  |       |  |  |                                 |  |  |                       |  |
|                                                |                              | Carlotta di Hanau-Lichtenberg               | Dorotea Federica di Brandeburgo-Ansbach            |  |  |       |  |  |                                 |  |  |                       |  |
| Federica Luisa d'Assia-Darmstadt               |                              | Carlotta di Hanau-Lichtenberg               |                                                    |  |  |       |  |  |                                 |  |  |                       |  |
|                                                |                              | Cristiano III del Palatinato-Zweibrücken    | Cristiano II del Palatinato-Zweibrücken-Birkenfeld |  |  |       |  |  |                                 |  |  |                       |  |
|                                                |                              | Cristiano III del Palatinato-Zweibrücken    | Cristiano II del Palatinato-Zweibrücken-Birkenfeld |  |  |       |  |  |                                 |  |  |                       |  |
|                                                |                              | Cristiano III del Palatinato-Zweibrücken    | Caterina Agata di Rappoltstein                     |  |  |       |  |  |                                 |  |  |                       |  |
| Carolina del Palatinato-Zweibrücken-Birkenfeld |                              | Cristiano III del Palatinato-Zweibrücken    |                                                    |  |  |       |  |  |                                 |  |  |                       |  |
|                                                |                              | Carolina di Nassau-Saarbrücken              | Luigi Crato di Nassau-Saarbrücken                  |  |  |       |  |  |                                 |  |  |                       |  |
|                                                |                              | Carolina di Nassau-Saarbrücken              | Luigi Crato di Nassau-Saarbrücken                  |  |  |       |  |  |                                 |  |  |                       |  |
|                                                |                              | Carolina di Nassau-Saarbrücken              | Filippa Enrichetta di Hohenlohe-Langenburg         |  |  |       |  |  |                                 |  |  |                       |  |
|                                                |                              | Carolina di Nassau-Saarbrücken              |                                                    |  |  |       |  |  |                                 |  |  |                       |  |